# Anita Ekberg

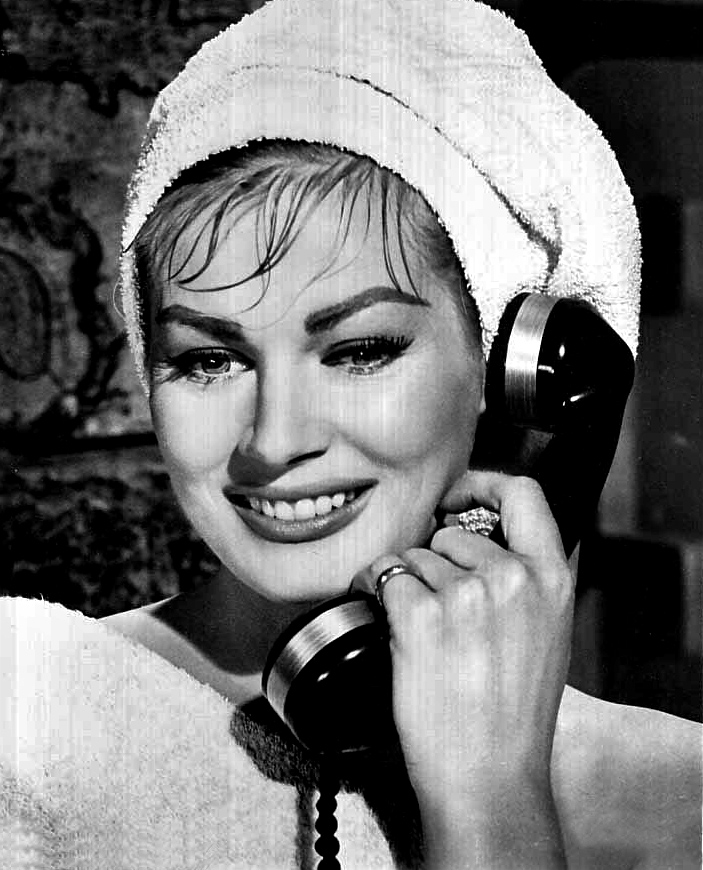
1956-ban, a Hollywood or Bust című filmben

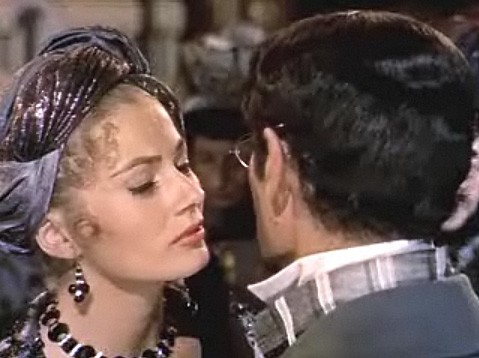
A Háború és béke című filmben

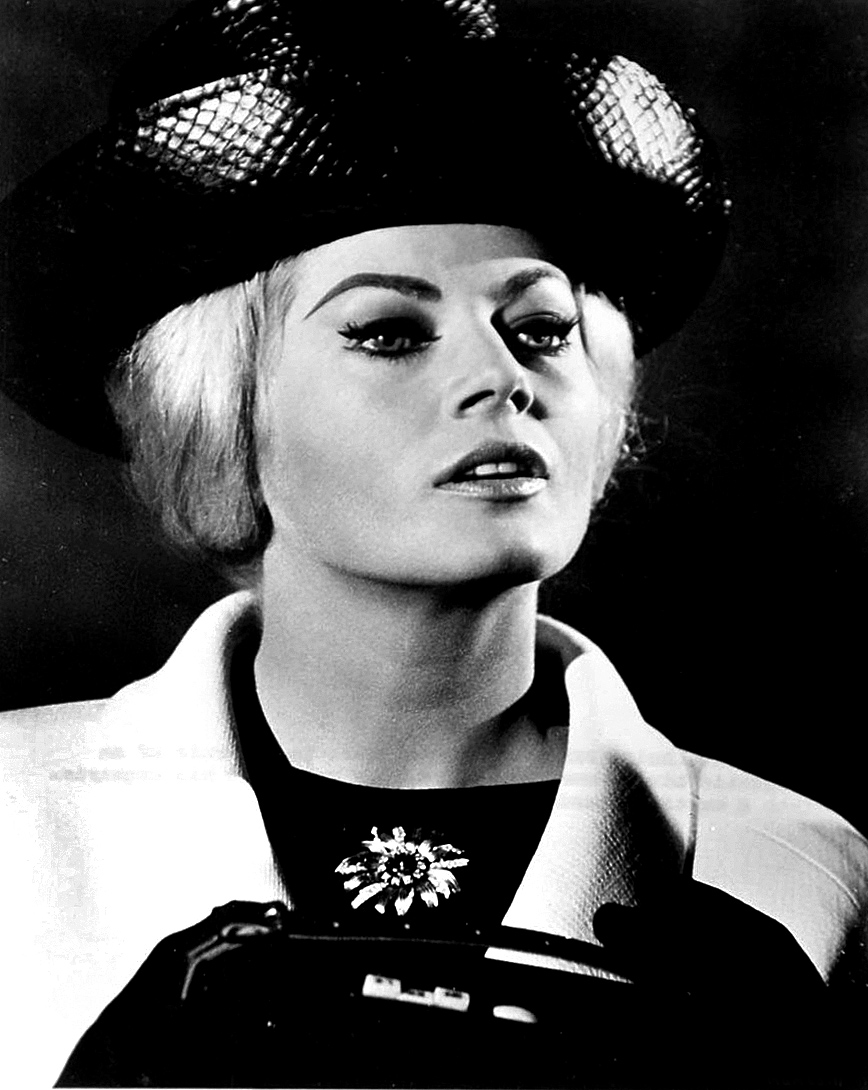
1965-ben, Az ábécé gyilkosságok című filmben

Anita Ekberg, született Kerstin Anita Marianne Ekberg (Malmö, 1931. szeptember 29. – Rocca di Papa, Olaszország, 2015. január 11.) Golden Globe-díjas svéd modell, színésznő és szexszimbólum.

## Élete
1931-ben született, a nyolc testvér közül ő volt a hatodik és a legidősebb lány. Tizenéves korában már divatmodellként dolgozott. 1950-ben részt vett a Miss Malmö szépségversenyen, majd a Miss Svédország versenyen is, amit megnyert.
Howard Hughes, aki akkoriban neves filmrendezőnek számított, azt akarta, hogy változtasson az orrán, a fogain és a nevén, mert túl nehéz kiejteni. Anita nem volt hajlandó megváltoztatni a nevét, mondván: ha híres lesz, akkor az emberek megtanulják kimondani a nevét, ha nem, akkor meg nem számít.
Bob Dylan említi őt a I Shall Be Free című dalban, a The Freewheelin’ Bob Dylan című albumon.

## Magánélete
Első férje Anthony Steel, angol színész (1956–1959) volt. 1963-tól 1975-ig Rik Van Nutter színész felesége. Romantikus kapcsolatban állt: Tyrone Powerrel, Marcello Mastroiannival, Errol Flynn-nel, Yul Brynnerrel, Frank Sinatrával és Gary Cooperrel, hároméves kalandja volt a Fiat elnökével, Gianni Agnellivel. Robert Wagner, színész a Pieces of My Heart című önéletrajzi könyvében azt állítja, hogy nem volt kellemes egy éjszaka Anitával.
Szoros kapcsolatot tartott fent unokaöccsével, Bennedikt Løkissen Ekberg IV-gyel, aki az Occidental College-ban tanult Los Angelesben, Kaliforniában.
Az 1950-es évektől Olaszországban élt, ritkán azért hazalátogatott Svédországba. 2005-ben egy népszerű rádiós műsorban, a SOMMAR-ban, elmondta, hogy soha nem költözik vissza szülőhazájába, majd csak akkor, ha eltemetik. Azt is elmondta, hogy a svéd emberek és a média nem értékelik őt eléggé.
2009. július 19-én közölte, hogy a San Giovanni Kórházban Rómában kezelték, az idegsebészeti osztályon, de már otthonában Genzanóban lábadozik. Annak ellenére, hogy az állapota nem volt súlyosnak tekinthető, megfigyelés alatt tartották. 2014 karácsonya után újra klinikai kezelésre szorult, és 2015. január 11-én elhunyt.

## Karrier
Az 1950-es évek közepén, a több filmstúdió is ajánlott munkát számára. Legsikeresebb szerepe a Federico Fellini rendezte Az édes élet (1960) volt. Anita egyszer azt mondta, hogy: „Én voltam az, aki Fellinit híressé tette, és nem fordítva”.

## Filmjei
| Év   | Cím                           | Eredeti cím                                  | Szerep                |
| ---- | ----------------------------- | -------------------------------------------- | --------------------- |
| 2000 | Fellini mesél                 | Federico Fellini - un autoritratto ritrovato | szereplő              |
| 1998 | A vörös törpe                 | Le nain rouge                                | Paola Bendoni         |
| 1996 |                               | Bámbola                                      | Greta                 |
| 1991 | Max gróf                      | Il conte Max                                 |                       |
| 1987 | Interjú                       | Intervista                                   |                       |
| 1971 | Bohócok                       | I clowns                                     | önmaga                |
| 1969 | Ha kedd van, akkor ez Belgium | If It's Tuesday, This Must Be Belgium        |                       |
| 1967 | A nő hétszer                  | Woman Times Seven                            | Claudie               |
| 1966 | Az ábécé gyilkosságok         | The Alphabet Murders                         | Amanda Beatrice Cross |
| 1966 |                               | Way... Way Out                               | Anna Soblova          |
| 1963 | Két pár texasi                | 4 for Texas                                  | Elya Carlson          |
| 1961 |                               | I Mongoli                                    | Hulina                |
| 1960 | Az édes élet                  | La dolce vita                                | Sylvia                |
| 1958 | Róma csillaga                 | Nel segno di Roma                            | Zenobia királynő      |
| 1958 |                               | Paris Holiday                                | Zara                  |
| 1956 | Háború és béke                | War and Peace                                | Helene                |
| 1955 | Művészpánik                   | Artists and Models                           | Anita                 |
| 1955 | Véres sikátor                 | Blood Alley                                  | Wei Ling              |

## Fordítás
- Ez a szócikk részben vagy egészben  az   Anita Ekberg című angol Wikipédia-szócikk ezen változatának fordításán alapul.  Az eredeti cikk szerkesztőit annak laptörténete sorolja fel. Ez a jelzés csupán a megfogalmazás eredetét és a szerzői jogokat jelzi, nem szolgál a cikkben szereplő információk forrásmegjelöléseként.